# Saison 3 d'On n'demande qu'à en rire
Pour un article plus général, voir On n'demande qu'à en rire.
La troisième saison d'On n'demande qu'à en rire, émission télévisée française de divertissement, a été diffusée sur France 2 du lundi 3 septembre 2012 au vendredi 28 juin 2013.

## Les émissions ONDAR, diffusées du lundi au vendredi à 18 h
Il s'agit des émissions quotidiennes, diffusées en avant-soirée (« access prime-time »), vers 18 h.

### La notation des candidats
Le nouveau présentateur, Jérémy Michalak, ayant émis le désir de ne pas noter les candidats, un quatrième juré a été ajouté par rapport aux deux premières saisons de l'émission.
Depuis le 21 février 2013, il n'y a plus de système de repêchage : seuls les candidats ayant obtenu au moins 60 points peuvent revenir dans l'émission.
Depuis lors, les émissions diffusées en direct se déroulent comme les émissions diffusées en différé : les téléspectateurs n'ont plus la possibilité de voter.
Après la « pause » décrétée par Les Décaféinés, on allège le système d'absence de repêchage pour les pensionnaires ayant accumulé au moins 20 passages dans l'émission : ils auront droit à 3 notes inférieures à 60 (des échecs, sanctionnés par des « buzz rouges ») jusqu'à la fin de la saison sans être éliminés de l'émission. Au quatrième buzz rouge, ils seront définitivement éliminés de l'émission. Cette nouvelle règle est valable à partir du 25 mars 2013. Parmi tous les pensionnaires de la saison, seul Anthony Joubert a utilisé un buzz rouge sur quatre lors de son sketch du 5 avril 2013.

### L'émission hebdomadaire en direct

#### Jour de l'émission
À l'origine, cette émission avait lieu le lundi.
À partir d'octobre 2012, l'émission ONDAR Michalak diffusée en direct a eu lieu le mardi car le lundi, les locaux du Moulin Rouge étaient occupés par l'enregistrement du ONDAR Show.
Mais, à partir du 18 février 2013, à la suite de l'arrêt du ONDAR Show, l'émission en direct a de nouveau lieu le lundi.

#### Notation lors des émissions en direct
Jusqu'au 24 septembre 2012, pendant l'émission hebdomadaire en direct, seuls les téléspectateurs notaient les candidats humoristes ; les jurés ne pouvaient donc pas « buzzer » les candidats en plein sketch.
À partir du 24 septembre 2012 et jusqu'au 21 février 2013, les candidats avaient 3 minutes pour convaincre. Une fois ce temps passé, les jurés pouvaient « buzzer » et ainsi arrêter le sketch, mais ce dernier était tout de même soumis au vote des téléspectateurs.
Depuis le lundi 18 février 2013, les émissions diffusées en direct se déroulent comme les émissions diffusées en différé : les téléspectateurs n'ont plus la possibilité de voter. Seuls comptent les votes des 4 jurés et la moyenne des votes du public présent au Moulin Rouge.
Depuis le lundi 25 mars 2013, il n'y a plus d'émission en direct.

### Enregistrement des émissions
Depuis l'arrêt du ONDAR Show, les émissions sont à nouveau enregistrées les lundis et mardis, de 15 h à 20 h s'il y a 3 émissions à faire (19 h si 2 émissions). Jusqu'au 25 mars 2013, une des trois émissions enregistrées le lundi était diffusée en direct à 18 h.

## LeONDAR Show
Entre la fin de la saison 2 et le début de la saison 3, la production a décidé d'offrir à des humoristes pensionnaires de la première saison une émission spéciale le samedi soir à 19h, le ONDAR Show.
Ces humoristes (Arnaud Tsamere, Garnier et Sentou, Les Lascars gays, Jérémy Ferrari, Florent Peyre, Lamine Lezghad, Babass, Nicole Ferroni, Les Kicékafessa, Arnaud Cosson) ont donc quitté l'émission ONDAR Michalak pour s'y consacrer.
La treizième et dernière émission a eu lieu le samedi 26 janvier 2013.
Depuis lors, les émissions sont rediffusées sur France 4 le samedi à 16 h 45 et à 17 h 40,.

## Lesprimes
Il s'agit des émissions occasionnellement diffusées en première partie de soirée (en prime time), à 20 h 45.
Il semble que la règle soit trois « primes » par saison.

### Sélection pour le Casino de Paris

#### Premier prime (samedi 9 février 2013)
Ce premier prime a été présenté par Laurent Ruquier, le jury était composé de Michèle Bernier, Jean Benguigui, Catherine Barma et Jérémy Michalak.
Les 10 humoristes qui participent au premier prime sont (dans l'ordre de passage) Donel Jack'sman, Les Décaféinés, Julie Villers, Artus, Ahmed Sylla, Kevin Razy, Aymeric Lompret, Sacha Judaszko, Steeven & Christopher et Zidani.
À l'issue de ce prime, les cinq meilleurs candidats, Kevin Razy, Les Décaféinés, Artus, Donel Jack'sman et Sacha Judaszko sont qualifiés pour le spectacle au Casino de Paris.
Les trois candidats suivant, Ahmed Sylla, Steeven & Christopher et Zidani ont droit à un second passage lors du second prime.
Les deux derniers, Aymeric Lompret et Julie Villers, sont exclus pour la participation au spectacle à l'exception d'Aymeric Lompret puisqu'il est finalement repêché pour le prime suivant.
Ce premier prime a effectué un score d'audience moyen : 2 751 000 téléspectateurs pour 13,7 % de part de marché (PDM), loin derrière The Voice sur TF1 avec 8 775 000 de téléspectateurs pour 38 % de PDM. ce score est en baisse comparé au premier prime de 2012 qui avait réuni 4 034 000 de téléspectateurs pour 18,7 % de part de marché (PDM).
Le second prime sera organisé en semaine pour éviter la concurrence de The Voice le samedi, mais se retrouve en concurrence avec un prime de Touche pas à mon poste ! de Cyril Hanouna sur D8.

#### Second prime (mardi 23 avril 2013)
Ce deuxième prime a été présenté par Laurent Ruquier, le jury était composé de Michèle Bernier, Jean-Marie Bigard, Catherine Barma et Jérémy Michalak.
Les 10 humoristes qui participent à ce deuxième prime sont (dans l'ordre de passage) Anthony Joubert, Steeven & Christopher, Paco, Zidani, Antonia, Aymeric Lompret, Matthieu Penchinat, Vérino, Ahmed Sylla et Cyril Étesse.
À l'issue de ce prime, les cinq meilleurs candidats, Antonia, Ahmed Sylla, Vérino, Steeven & Christopher et Anthony Joubert sont qualifiés pour le spectacle au Casino de Paris.
Les cinq derniers candidats, Cyril Étesse, Paco, Zidani, Aymeric Lompret et Matthieu Penchinat sont définitivement exclus du spectacle en juin 2013.
Ce deuxième prime a effectué le plus faible score d'audience de tous les primes diffusés face à une forte concurrence : 2 490 000 téléspectateurs pour 12,5 % de part de marché (PDM), loin derrière un inédit des Experts sur TF1 avec 4 840 000 de téléspectateurs pour 17,8 % de PDM ainsi que le téléfilm inédit Meurtres à Saint-Malo sur France 3 qui a rassemblé 4 770 000 de téléspectateurs pour 17,8 % de PDM.
Un score donc en nette baisse par rapport au deuxième prime de la saison 2, diffusé le 13 avril 2012 et qui avait réuni 3 070 000 téléspectateurs pour 14,3 % de PDM.
À noter que lors de ce prime, une égalité parfaite a été constatée pour la toute première fois entre les deux premiers humoristes, Antonia et Ahmed Sylla qui ont obtenu 186 points avec la même note du jury (95/100 : la meilleure note de la soirée) et des téléspectateurs (91/100). C'est en revanche Vérino qui a obtenu la meilleure note des téléspectateurs (92/100). La moins bonne note du jury a été donné à Zidani (65/100), alors que la moins bonne note des téléspectateurs a été attribué à Paco (74/100).
Voici le classement final à l'issue de chacun des primes (sur un total de 200 points) :
| Légende (sauf indications contraires) | Légende (sauf indications contraires) |
| ------------------------------------- | ------------------------------------- |
|                                       | Qualifiés pour le Casino de Paris     |
|                                       | Repêchés pour le second prime         |
|                                       | Disqualifiés pour le Casino de Paris  |

| Résultats des primes de qualification pour le Casino de Paris dans On n'demande qu'à en rire | Résultats des primes de qualification pour le Casino de Paris dans On n'demande qu'à en rire | Résultats des primes de qualification pour le Casino de Paris dans On n'demande qu'à en rire | Résultats des primes de qualification pour le Casino de Paris dans On n'demande qu'à en rire | Résultats des primes de qualification pour le Casino de Paris dans On n'demande qu'à en rire | Résultats des primes de qualification pour le Casino de Paris dans On n'demande qu'à en rire | Résultats des primes de qualification pour le Casino de Paris dans On n'demande qu'à en rire |
| Rang                                                                                         | Humoriste                                                                                    | Titre du sketch                                                                              | Note finale                                                                                  | Notes du jury                                                                                | Notes des téléspectateurs                                                                    |                                                                                              |
| -------------------------------------------------------------------------------------------- | -------------------------------------------------------------------------------------------- | -------------------------------------------------------------------------------------------- | -------------------------------------------------------------------------------------------- | -------------------------------------------------------------------------------------------- | -------------------------------------------------------------------------------------------- | -------------------------------------------------------------------------------------------- |
| Premier prime du 9 février 2013                                                              |                                                                                              |                                                                                              |                                                                                              |                                                                                              |                                                                                              |                                                                                              |
| 1                                                                                            | Kevin Razy                                                                                   | Exceptionnellement une page de publicité                                                     | 183                                                                                          | 92                                                                                           | 91                                                                                           |                                                                                              |
| 2                                                                                            | Les Décaféinés                                                                               | J'ai testé être en apesanteur                                                                | 181                                                                                          | 93                                                                                           | 88                                                                                           |                                                                                              |
| 3                                                                                            | Artus                                                                                        | Les Misérables, en film aux USA                                                              | 176                                                                                          | 84                                                                                           | 92                                                                                           |                                                                                              |
| 4                                                                                            | Donel Jack'sman                                                                              | Convaincre sa femme de ne pas regarder « The Voice »                                         | 175                                                                                          | 93                                                                                           | 82                                                                                           |                                                                                              |
| 5                                                                                            | Sacha Judaszko                                                                               | Les Victoires de la Musique                                                                  | 174                                                                                          | 84                                                                                           | 90                                                                                           |                                                                                              |
| 6                                                                                            | Steeven & Christopher                                                                        | Pour ou contre le mariage pour tous                                                          | 159                                                                                          | 72                                                                                           | 87                                                                                           |                                                                                              |
| 7                                                                                            | Ahmed Sylla                                                                                  | Mardi prochain c'est Mardi gras                                                              | 158                                                                                          | 73                                                                                           | 85                                                                                           |                                                                                              |
| 8                                                                                            | Zidani                                                                                       | La reine d'Angleterre tricote                                                                | 147                                                                                          | 65                                                                                           | 82                                                                                           |                                                                                              |
| 9                                                                                            | Aymeric Lompret                                                                              | Je démens avoir un compte en Suisse,                                                         | 138                                                                                          | 62                                                                                           | 76                                                                                           |                                                                                              |
| 10                                                                                           | Julie Villers                                                                                | Stade 2 présenté par une femme                                                               | 108                                                                                          | 55                                                                                           | 53                                                                                           |                                                                                              |
| Deuxième prime du 23 avril 2013                                                              |                                                                                              |                                                                                              |                                                                                              |                                                                                              |                                                                                              |                                                                                              |
| 1 ex aequo                                                                                   | Antonia                                                                                      | Mais qui est vraiment Frigide Barjot ?                                                       | 186                                                                                          | 95                                                                                           | 91                                                                                           |                                                                                              |
| 1 ex aequo                                                                                   | Ahmed Sylla                                                                                  | Je bosse dans un fast-food                                                                   | 186                                                                                          | 95                                                                                           | 91                                                                                           |                                                                                              |
| 3                                                                                            | Vérino                                                                                       | Le retour de Fort Boyard                                                                     | 185                                                                                          | 93                                                                                           | 92                                                                                           |                                                                                              |
| 4                                                                                            | Steeven & Christopher                                                                        | Robin des Bois, la comédie musicale                                                          | 177                                                                                          | 90                                                                                           | 87                                                                                           |                                                                                              |
| 5                                                                                            | Anthony Joubert                                                                              | Casting pour une émission de téléréalité                                                     | 163                                                                                          | 83                                                                                           | 80                                                                                           |                                                                                              |
| 6                                                                                            | Cyril Étesse                                                                                 | Parodie d'« On n'est pas couché »                                                            | 160                                                                                          | 76                                                                                           | 84                                                                                           |                                                                                              |
| 7                                                                                            | Paco                                                                                         | Discours de remise d'une Légion d'honneur                                                    | 149                                                                                          | 75                                                                                           | 74                                                                                           |                                                                                              |
| 8                                                                                            | Zidani                                                                                       | Faire le plan de table pour son mariage                                                      | 146                                                                                          | 65                                                                                           | 81                                                                                           |                                                                                              |
| 9                                                                                            | Aymeric Lompret                                                                              | J'apprends l'anglais dès le CP                                                               | 146                                                                                          | 66                                                                                           | 80                                                                                           |                                                                                              |
| 10                                                                                           | Matthieu Penchinat                                                                           | Bientôt les fêtes Jeanne d'Arc                                                               | 143                                                                                          | 68                                                                                           | 75                                                                                           |                                                                                              |

### Troisième prime (vendredi 28 juin 2013)
Prime pour désigner, le meilleur humoriste de la saison 3 et qui sera à la saison 2013-2014 d'On n'est pas couché.
Les dix participants étaient (dans l'ordre de passage) : Les Lascars Gays, Les Décaféinés, Donel Jack'sman, Ben, Antonia, Sacha Judaszko, Steeven & Christopher, Vérino, Artus, et Nicole Ferroni. Ils doivent faire des parodies télés.
Le jury était composé de Michèle Bernier, Jean Benguigui, Catherine Barma et Jérémy Michalak.
Les thèmes imposés sont des parodies d'émission télé.
C'est Donel Jack'sman qui remporte ce dernier prime d'ONDAR grâce à sa parodie de l'émission "Touche pas à mon poste !".
Le prime aura réuni 2 528 000 téléspectateurs et 13,6% de PDM.
Lors de ce prime Donel Jack'sman a obtenu la meilleure note du jury (98/100) c'est en revanche Artus qui a obtenu la meilleure note des téléspectateurs (93/100). Antonia a obtenu la pire note du jury (59/100) et de la part du public (65/100)
| Légende | Légende         |
| ------- | --------------- |
|         | Gagnant         |
|         | Autre humoriste |

| Résultats du troisième prime On n'demande qu'à en rire du 28 juin 2013 | Résultats du troisième prime On n'demande qu'à en rire du 28 juin 2013 | Résultats du troisième prime On n'demande qu'à en rire du 28 juin 2013 | Résultats du troisième prime On n'demande qu'à en rire du 28 juin 2013 | Résultats du troisième prime On n'demande qu'à en rire du 28 juin 2013 | Résultats du troisième prime On n'demande qu'à en rire du 28 juin 2013 | Résultats du troisième prime On n'demande qu'à en rire du 28 juin 2013 |
| Rang                                                                   | Humoriste                                                              | Titre du sketch                                                        | Note finale                                                            | Notes du jury                                                          | Notes des téléspectateurs                                              |                                                                        |
| ---------------------------------------------------------------------- | ---------------------------------------------------------------------- | ---------------------------------------------------------------------- | ---------------------------------------------------------------------- | ---------------------------------------------------------------------- | ---------------------------------------------------------------------- | ---------------------------------------------------------------------- |
|                                                                        |                                                                        |                                                                        |                                                                        |                                                                        |                                                                        |                                                                        |
| 1                                                                      | Donel Jack'sman                                                        | Touche pas à mon poste !                                               | 189                                                                    | 98                                                                     | 91                                                                     |                                                                        |
| 2                                                                      | Steeven & Christopher                                                  | Pékin Express                                                          | 183                                                                    | 91                                                                     | 92                                                                     |                                                                        |
| 3                                                                      | Nicole Ferroni                                                         | Secret Story                                                           | 178                                                                    | 86                                                                     | 92                                                                     |                                                                        |
| 4                                                                      | Sacha Judaszko                                                         | Le village préféré des français                                        | 175                                                                    | 87                                                                     | 88                                                                     |                                                                        |
| 5                                                                      | Artus                                                                  | La parenthèse inattendue                                               | 174                                                                    | 81                                                                     | 93                                                                     |                                                                        |
| 6                                                                      | Les Lascars Gays                                                       | Un jour, un destin                                                     | 162                                                                    | 82                                                                     | 80                                                                     |                                                                        |
| 7                                                                      | Vérino                                                                 | 30 millions d'amis                                                     | 156                                                                    | 73                                                                     | 83                                                                     |                                                                        |
| 8                                                                      | Les Décaféinés                                                         | Mot de Passe                                                           | 145                                                                    | 64                                                                     | 81                                                                     |                                                                        |
| 9                                                                      | Ben                                                                    | N'oubliez pas les paroles !                                            | 144                                                                    | 71                                                                     | 73                                                                     |                                                                        |
| 10                                                                     | Antonia                                                                | D&CO                                                                   | 124                                                                    | 59                                                                     | 65                                                                     |                                                                        |

## Spectacle au Casino de Paris
À la suite des deux premiers primes (voir ci-dessus), 10 humoristes ont été sélectionnés pour participer à un spectacle au Casino de Paris.
Les participants principaux étaient Sacha Judaszko, Antonia, Vérino, Anthony Joubert, Artus, Les Décaféinés, Steeven & Christopher, Donel Jack'sman et Kevin Razy. D'autres ont participé en tant qu'invités. Ahmed Sylla, lui, a annoncé sur Facebook qu'il ne sera pas présent à la représentation.
Le spectacle s'étalait sur quatre dates, du 5 au 9 juin 2013.
Il était diffusé à la télévision le 6 juillet 2013 en seconde partie de soirée sur France 2.
Le spectacle a réuni 1,411 million de téléspectateurs et 14,1% de PDM

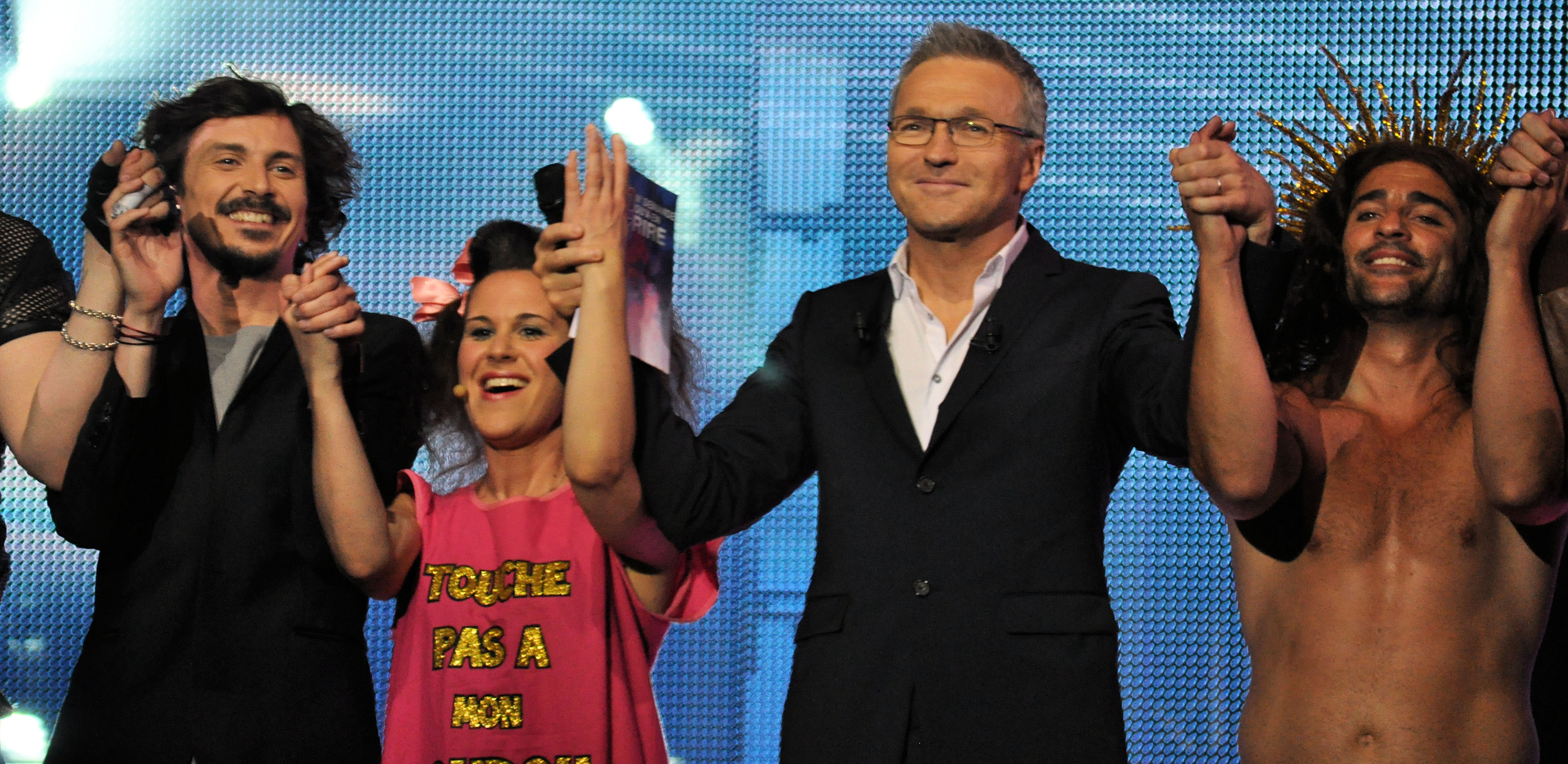
Arnaud Tsamere, Antonia, Laurent Ruquier et Florent Peyre de gauche à droite.

| Sketchs interprétés et diffusés au Casino de Paris                                 | Sketchs interprétés et diffusés au Casino de Paris | Sketchs interprétés et diffusés au Casino de Paris                    | Sketchs interprétés et diffusés au Casino de Paris | Sketchs interprétés et diffusés au Casino de Paris |
| Humoriste                                                                          | Note obtenue                                       | Titre du sketch                                                       | Diffusion d'origine                                | Saison                                             |
| ---------------------------------------------------------------------------------- | -------------------------------------------------- | --------------------------------------------------------------------- | -------------------------------------------------- | -------------------------------------------------- |
| Artus et Antonia                                                                   | 99                                                 | "Qui veut épouser mon fils?"                                          | 14 décembre 2012                                   | Saison 3                                           |
| Ben et Arnaud Tsamere                                                              | 99                                                 | Un casting pour être Miss sur le Tour de France                       | 23 mai 2013                                        | Saison 3                                           |
| Sacha Judaszko (participation de Anthony Joubert et Julie Raffez)                  | 98                                                 | C'est la panne d'électricité !                                        | 7 février 2013                                     | Saison 3                                           |
| Artus (participation de Florent Peyre, d'Arnaud Tsamere et des Décaféinés)         | 98                                                 | "Parodie de "Questions pour un Champion"                              | 5 octobre 2012                                     | Saison 3                                           |
| Les Décaféinés                                                                     | 97                                                 | Salut Les Copains : La comédie musicale                               | 3 octobre 2012                                     | Saison 3                                           |
| Ben et Arnaud Tsamere                                                              | 97                                                 | 2 policiers dans une voiture équipée d'un radar                       | 7 mai 2013                                         | Saison 3                                           |
| Kevin Razy                                                                         | 96                                                 | Joute musicale entre Rhoff et Booba                                   | 1er octobre 2012                                   | Saison 3                                           |
| Steeven & Christopher                                                              | 94                                                 | La fête de la Bière à Munich                                          | 5 octobre 2012                                     | Saison 3                                           |
| Artus et Les Décaféinés                                                            | 93                                                 | Je cherche un prénom pour mon enfant dans l’officiel des prénoms 2013 | 26 octobre 2012                                    | Saison 3                                           |
| Sacha Judaszko et Anthony Joubert (participation de Vérino en voix-off)            | 93                                                 | Sur le tournage d'un film X                                           | 19 avril 2013                                      | Saison 3                                           |
| Artus                                                                              | 92                                                 | Le pape a tweeté en Latin                                             | 6 février 2013                                     | Saison 3                                           |
| Vérino                                                                             | 92                                                 | Les Darwin Awards                                                     | 23 juillet 2012                                    | Saison 2                                           |
| Donel Jack'sman                                                                    | 90                                                 | Se débrouiller dans le métro                                          | 15 avril 2013                                      | Saison 3                                           |
| Vérino (Collectif)                                                                 | 88                                                 | La folie des macarons                                                 | 30 novembre 2011                                   | Saison 2                                           |
| Anthony Joubert                                                                    | 85                                                 | Trop de monde à la fête foraine                                       | 19 avril 2013                                      | Saison 3                                           |
| Antonia (participation de Artus, Sacha Judaszko, Donel Jack'sman et Florent Peyre) | 186pts                                             | Mais qui est vraiment Frigide Barjot?                                 | 23 avril 2013                                      | Saison 3 (Prime 5)                                 |

## Le jury
Jérémy Michalak remplace Laurent Ruquier à la présentation de l'émission mais ne fait pas partie du jury contrairement à son prédécesseur (hormis pour les trois primes), un juré supplémentaire sera présent pour que le nombre de notes ne change pas.
| Jurés              | Statut de présence | Première émission | Dernière émission | Nombre d'émissions |
| ------------------ | ------------------ | ----------------- | ----------------- | ------------------ |
| Catherine Barma    | Régulièrement      | 3 septembre 2012  | 26 juin 2013      | 156                |
| Jean Benguigui     | Régulièrement      | 3 septembre 2012  | 28 juin 2013      | 136                |
| Michèle Bernier    | Régulièrement      | 10 septembre 2012 | 28 juin 2013      | 108                |
| Laurent Ruquier    | Occasionnellement  | 3 septembre 2012  | 21 mai 2013       | 58                 |
| Éric Métayer       | Régulièrement      | 6 septembre 2012  | 28 juin 2013      | 58                 |
| Jean-Luc Moreau    | Régulièrement      | 20 septembre 2012 | 28 juin 2013      | 50                 |
| Jean-Marie Bigard  | Régulièrement      | 18 février 2013   | 27 juin 2013      | 49                 |
| Anne-Sophie Aparis | Régulièrement      | 9 novembre 2012   | 27 juin 2013      | 44                 |
| Isabelle Mergault  | Occasionnellement  | 9 octobre 2012    | 24 juin 2013      | 27                 |
| Alain Sachs        | Plus présent       | 9 novembre 2012   | 1er février 2013  | 22                 |
| Danièle Évenou     | Plus présente      | 3 septembre 2012  | 8 novembre 2012   | 16                 |
| Michel Drucker     | Exceptionnellement | 11 mars 2013      | 11 mars 2013      | 1                  |
| Florent Peyre      | Exceptionnellement | 28 mars 2013      | 28 mars 2013      | 1                  |
| Arnaud Tsamere     | Exceptionnellement | 28 mars 2013      | 28 mars 2013      | 1                  |
| Jérémy Ferrari     | Exceptionnellement | 28 mars 2013      | 28 mars 2013      | 1                  |
| Nicole Ferroni     | Exceptionnellement | 28 mars 2013      | 28 mars 2013      | 1                  |

## Les candidats
Les candidats ayant réussi leur 10e passage dans l'émission (c'est-à-dire ayant obtenu une note d'au moins 60 sur 100) deviennent « pensionnaires », c'est-à-dire qu'ils perçoivent une rémunération fixe à partir du 11e passage[réf. nécessaire].
N.B. Ils ne sont pas sociétaires puisqu'ils ne participent pas aux bénéfices de la société (= rémunération variable en fonction des bénéfices).
| Légende | Légende                                         |
| ------- | ----------------------------------------------- |
|         | Pensionnaire sociétaire des saisons précédentes |
|         | Pensionnaire sociétaire depuis la saison 3      |
|         | Pensionnaire non sociétaire                     |
| N.C.    | Non Concerné (pour les Buzz rouges)             |

### Pensionnaires
| Humoriste             | Premier passage   | Dernier passage | Nombre de passages total | Passages saison 3 | Buzz rouges utilisés |
| --------------------- | ----------------- | --------------- | ------------------------ | ----------------- | -------------------- |
| Arnaud Tsamere        | 15 novembre 2010  | 26 juin 2013    | 76                       | 11                | 0                    |
| Sacha Judaszko        | 27 septembre 2010 | 28 juin 2013    | 75                       | 34                | 0                    |
| Artus                 | 9 septembre 2011  | 12 juin 2013    | 70                       | 39                | 0                    |
| Donel Jack'sman       | 22 septembre 2011 | 26 juin 2013    | 55                       | 32                | 0                    |
| Vérino                | 27 janvier 2011   | 24 mai 2013     | 45                       | 21                | 0                    |
| Steeven & Christopher | 29 octobre 2011   | 27 juin 2013    | 43                       | 28                | 0                    |
| Ahmed Sylla           | 5 novembre 2011   | 25 juin 2013    | 40                       | 23                | 0                    |
| Aymeric Lompret       | 6 décembre 2011   | 19 juin 2013    | 39                       | 25                | 0                    |
| Les Décaféinés        | 4 mai 2012        | 28 juin 2013    | 33                       | 30                | 0                    |
| Anthony Joubert       | 28 octobre 2011   | 19 juin 2013    | 29                       | 22                | 1                    |
| Cyril Étesse          | 24 avril 2012     | 24 juin 2013    | 28                       | 24                | 0                    |
| Zidani                | 8 mars 2012       | 27 juin 2013    | 25                       | 19                | 0                    |
| Antonia               | 27 septembre 2012 | 20 juin 2013    | 13                       | 13                | N.C.                 |
| Ben                   | 17 avril 2013     | 26 juin 2013    | 11                       | 11                | N.C.                 |
| Nidhal                | 6 décembre 2012   | 25 juin 2013    | 8                        | 8                 | N.C.                 |
| Matthieu Penchinat    | 21 janvier 2013   | 26 juin 2013    | 8                        | 8                 | N.C.                 |
| Les Escrocs           | 2 novembre 2012   | 14 mai 2013     | 7                        | 7                 | N.C.                 |
| Céline Holynski       | 25 septembre 2012 | 13 mai 2013     | 6                        | 6                 | N.C.                 |
| Julie Rippert         | 13 mars 2013      | 18 juin 2013    | 6                        | 6                 | N.C.                 |
| Nicolas Meyrieux      | 16 avril 2013     | 21 juin 2013    | 5                        | 5                 | N.C.                 |

| Humoriste          | Premier passage   | Dernier passage | Nombre de passages total | Passages saison 3 | Participations saison 3 |
| ------------------ | ----------------- | --------------- | ------------------------ | ----------------- | ----------------------- |
| Garnier et Sentou  | 28 septembre 2010 | 27 juin 2013    | 75                       | 4                 | 2                       |
| Olivier de Benoist | 6 septembre 2010  | 1er mars 2013   | 74                       | 1                 | 0                       |
| Les Lascars gays   | 9 septembre 2010  | 23 avril 2013   | 72                       | 2                 | 4                       |
| Florent Peyre      | 25 octobre 2010   | 20 juin 2013    | 64                       | 3                 | 5                       |
| Babass             | 23 novembre 2010  | 3 avril 2013    | 52                       | 1                 | 3                       |
| Nicole Ferroni     | 22 février 2011   | 24 juin 2013    | 49                       | 4                 | 5                       |
| Les Kicékafessa    | 10 mars 2011      | 21 mai 2013     | 43                       | 3                 | 4                       |
| Arnaud Cosson      | 30 septembre 2010 | 25 avril 2013   | 40                       | 1                 | 4                       |
| Jean-Marie Bigard  | 11 mars 2013      | 28 mars 2013    | 2                        | 2                 | 0                       |
| Jean-Luc Moreau    | 28 mars 2013      | 28 mars 2013    | 1                        | 1                 | 0                       |
| Jean Benguigui     | 28 mars 2013      | 28 mars 2013    | 1                        | 1                 | 0                       |
| Laurent Ruquier    | 28 mars 2013      | 28 mars 2013    | 1                        | 1                 | 0                       |

Malgré le départ des pensionnaires de la première saison pour l'émission ONDAR Show, Arnaud Tsamere a tout de même un passage lors du direct du 24 septembre 2012. Il récolta un 18/20 de la part des téléspectateurs avec le sujet Conseils pour éviter de tomber à la maison, Garnier et Sentou ont également fait un passage le 18 février ou ils récoltent 100/100 avec le sujet « Le boom des comédies musicales ». Le 12 mars 2013, ils effectuent un passage à nouveau comptabilisé et réalisent 91 points.
Arnaud Tsamère a aussi participé à des sketchs d'autres humoristes durant la saison 3 tout comme Florent Peyre, Nicole Ferroni, Arnaud Cosson, et Les Lascars gays.
Le 1er mars 2013, Olivier de Benoist fait un sketch pour la 500e de l'émission et obtient 99/100.
Le 12 mars 2013, Florent Peyre piège l'émission en effectuant un sketch sous les traits de Mathieu Nelbur. Les jurés n'y voient que du feu, excepté Anne-Sophie Aparis, qui découvre la supercherie très tôt. Pourtant, Catherine Barma lui avait proposé de revenir les piéger, le but étant qu'ils ne voient pas l'imposture jusqu'au bout, mais ne fera plus par la suite.
Le 28 mars 2013, une émission spéciale eut lieu lors de laquelle les jurés Jean-Luc Moreau, Jean-Marie Bigard, Jean Benguigui et Laurent Ruquier ont effectué un passage en tant que candidats, notés par Arnaud Tsamere, Jérémy Ferrari, Florent Peyre et Nicole Ferroni.

### Anciens pensionnaires
| Humoriste          | Premier passage   | Dernier passage  | Nombre de passages total | Nombre de passages Saison 3 | Raison du départ                                                                            |
| ------------------ | ----------------- | ---------------- | ------------------------ | --------------------------- | ------------------------------------------------------------------------------------------- |
| Shirley Souagnon   | 14 septembre 2010 | 9 octobre 2012   | 30                       | 2                           | Ne revient plus dans l'émission.                                                            |
| Kevin Razy         | 12 janvier 2012   | 23 mai 2013      | 27                       | 14                          | A annoncé sur son compte Facebook que son 27e passage était son dernier.                    |
| Pierre Diot        | 17 septembre 2011 | 26 octobre 2012  | 25                       | 6                           | Éliminé par un score insuffisant (51/100) lors d'une émission habituelle.                   |
| Waly Dia           | 30 juin 2011      | 11 octobre 2012  | 21                       | 3                           | Ne revient plus dans l'émission.                                                            |
| Paco               | 5 janvier 2012    | 23 avril 2013    | 20                       | 12                          | Ne revient plus dans l'émission.                                                            |
| Julie Villers      | 30 novembre 2011  | 2 avril 2013     | 14                       | 11                          | Éliminée par un score insuffisant (46/100) lors d'une émission habituelle.                  |
| Alexandre Maublanc | 10 avril 2012     | 28 février 2013  | 10                       | 6                           | Éliminé par les buzz de Jean-Luc Moreau et Éric Métayer lors d'une émission habituelle.     |
| Laurent Pit        | 4 septembre 2012  | 17 janvier 2013  | 7                        | 7                           | Éliminé par un refus de rattrapage lors d'une émission habituelle (58/100).                 |
| Jim                | 27 septembre 2012 | 5 février 2013   | 7                        | 7                           | Éliminé par les buzz de Jean Benguigui et Laurent Ruquier lors d'une émission habituelle.   |
| Eugénie Anselin    | 25 juillet 2012   | 7 février 2013   | 7                        | 6                           | Éliminée par un score insuffisant (57/100) lors d'une émission habituelle.                  |
| Ophir              | 26 novembre 2012  | 26 mars 2013     | 6                        | 6                           | Éliminé par un score insuffisant (56/100) lors d'une émission habituelle.                   |
| Alex Darmon        | 14 avril 2012     | 6 décembre 2012  | 6                        | 2                           | Éliminé par les buzz de Jean Benguigui et Isabelle Mergault lors d'une émission habituelle. |
| Bengui             | 28 janvier 2013   | 24 avril 2013    | 6                        | 6                           | Éliminé par les buzz de Laurent Ruquier et Michèle Bernier lors d'une émission habituelle.  |
| Tony Atlaoui       | 7 septembre 2012  | 4 décembre 2012  | 5                        | 5                           | Éliminé par la note des téléspectateurs (9/20) lors d'un direct.                            |
| Yass               | 22 novembre 2012  | 15 février 2013  | 5                        | 5                           | Éliminé par les buzz de Jean-Luc Moreau et Michèle Bernier lors d'une émission habituelle.  |
| Yanos              | 15 juin 2012      | 15 novembre 2012 | 5                        | 3                           | Éliminé par un score insuffisant (45/100) lors d'une émission habituelle.                   |

## Meilleures notes de la saison 3
| Total des points à partir de 90/100 (émissions habituelles)                                                                                     | Total des points à partir de 90/100 (émissions habituelles) | Total des points à partir de 90/100 (émissions habituelles)           | Total des points à partir de 90/100 (émissions habituelles) |
| Humoriste | Note (sur 100)                                              | Titre du sketch                                                       | Diffusion                                                   |
| --- | ----------------------------------------------------------- | --------------------------------------------------------------------- | ----------------------------------------------------------- |
| Artus (Participation de tous les artistes de la saison 3)                                                                                       | 100                                                         | Que feriez-vous avant la fin du monde ?                               | 21 décembre 2012                                            |
| Sacha Judaszko (participation de Jérémy Michalak, Romain Cheylan, deux catcheurs, Cyril Etesse, Aymeric Lompret, Anthony Joubert et Kevin Razy) | 100                                                         | Compétition de combat libre dans une cage                             | 28 juin 2013                                                |
| Garnier et Sentou | 100                                                         | Le boom des comédies musicales                                        | 18 février 2013                                             |
| Artus (participation d'Antonia) | 99                                                          | « Qui veut épouser mon fils ? »                                       | 14 décembre 2012                                            |
| Artus (participation d'Ahmed Sylla, Vérino et Nicole Ferroni)                                                                                   | 99                                                          | Un SDF à qui on a distribué une radio                                 | 14 janvier 2013                                             |
| Antonia (participation d'Ahmed Sylla, Nicole Ferroni, Julie Villers, Arnaud Tsamere, Anthony Joubert et Clément Parmentier)                     | 99                                                          | Un marin rentre chez lui après 78 jours en mer                        | 14 février 2013                                             |
| Olivier de Benoist | 99                                                          | Le guide du mauvais père                                              | 1er mars 2013                                               |
| Sacha Judaszko (participation d'Alexandre Maublanc et Romain Cheylan)                                                                           | 99                                                          | Je suis le nouveau Bruce Willis                                       | 4 mars 2013                                                 |
| Antonia (participation de Cyril Garnier et Pascal Rocher)                                                                                       | 99                                                          | Je suis le médecin de la reine                                        | 26 mars 2013                                                |
| Nicole Ferroni | 99                                                          | Mon 1er test de grossesse                                             | 29 mars 2013                                                |
| Sacha Judaszko (participation de Jérémy Michalak, Les Lascars Gays et Ahmed Sylla)                                                              | 99                                                          | La chasse aux loups                                                   | 14 mai 2013                                                 |
| Sacha Judaszko (participation de Donel Jack'sman, Les Lascars Gays, Clément Parmentier et Ahmed Sylla)                                          | 99                                                          | Une nouvelle parodie de l'inspecteur Derrick                          | 22 mai 2013                                                 |
| Arnaud Tsamere | 99                                                          | La fourrière emmène ma voiture avec mon bébé                          | 17 mai 2013                                                 |
| Ben et Arnaud Tsamere | 99                                                          | Un Casting pour être Miss sur le Tour de France                       | 23 mai 2013                                                 |
| Garnier et Sentou (participation d'Éric Métayer)                                                                                                | 99                                                          | Une skieuse vit avec un golfeur                                       | 27 juin 2013                                                |
| Les Décaféinés | 99                                                          | Les Claudettes réclament leur dû                                      | 28 juin 2013                                                |
| Artus (participation de Arnaud Tsamere, Florent Peyre et des Décaféinés)                                                                        | 98                                                          | Parodie de « Questions pour un champion »                             | 5 octobre 2012                                              |
| Antonia | 98                                                          | Une miss s'explique sur ses photos dénudées                           | 19 décembre 2012                                            |
| Sacha Judaszko (participation d'Anthony Joubert et de Eugénie Anselin)                                                                          | 98                                                          | C'est la panne d'électricité !                                        | 7 février 2013                                              |
| Sacha Judaszko (participation de Cyril Etesse, Thierry Marquet, Alexandre Maublanc et Babass)                                                   | 98                                                          | Hommage à Steven Spielberg                                            | 19 mars 2013                                                |
| Ahmed Sylla (participation de Nicole Ferroni, Sacha Judaszko, et Anthony Joubert)                                                               | 98                                                          | « Allô, non mais allô »                                               | 3 avril 2013                                                |
| Ben | 98                                                          | Choisir une belle montre                                              | 2 mai 2013                                                  |
| Les Décaféinés | 98                                                          | On ne doit rien toucher dans une expo                                 | 12 juin 2013                                                |
| Les Décaféinés | 97                                                          | Salut les copains, la comédie musicale                                | 3 octobre 2012                                              |
| Antonia (participation de Cookie Dingler) | 97                                                          | Le retour des stars des années 80                                     | 12 décembre 2012                                            |
| Donel Jack'sman | 97                                                          | Que feriez-vous avant la fin du monde ?                               | 21 décembre 2012                                            |
| Ben | 97                                                          | Je me suis inventé mes diplômes                                       | 15 mai 2013                                                 |
| Zidani | 97                                                          | Enfermée dans un supermarché la nuit de la St Sylvestre               | 25 janvier 2013                                             |
| Vérino (participation de Jeanne Chartier et Greg Romano)                                                                                        | 97                                                          | Le chessboxing pour la première fois en France                        | 18 février 2013                                             |
| Sacha Judaszko (participation de Lola Bigard et Bengui)                                                                                         | 97                                                          | Finalement, j'avoue tout                                              | 29 avril 2013                                               |
| Ben et Arnaud Tsamere | 97                                                          | Deux policiers dans une voiture équipée d'un radar                    | 7 mai 2013                                                  |
| Ben et Arnaud Tsamere | 97                                                          | Association de défense des lapins                                     | 21 juin 2013                                                |
| Steeven & Christopher | 97                                                          | Les jumeaux qui se prennent la main                                   | 27 juin 2013                                                |
| Kevin Razy | 96                                                          | Joute musicale entre Rohff et Booba                                   | 1er octobre 2012                                            |
| Zidani | 96                                                          | Jean-Claude Van Damme inaugure sa statue à Anderlecht                 | 21 novembre 2012                                            |
| Artus | 96                                                          | Ma lettre au Père Noël                                                | 3 décembre 2012                                             |
| Artus | 96                                                          | Tout pour éviter la grippe                                            | 10 décembre 2012                                            |
| Laurent Ruquier (participation de Garnier et Sentou)                                                                                            | 96                                                          | Des footballeurs qui apprennent la Marseillaise                       | 28 mars 2013                                                |
| Garnier et Sentou (participation de Jérémy Michalak)                                                                                            | 96                                                          | Les thèmes à traiter rapidement                                       | 11 juin 2013                                                |
| Arnaud Tsamere (participation de Jérémy Michalak et de Catherine Barma)                                                                         | 96                                                          | Pourquoi les Chinois dominent-ils le tennis de table                  | 25 juin 2013                                                |
| Ahmed Sylla (participation de Matthieu Penchinat et Donel Jack'sman)                                                                            | 95                                                          | Une Américaine découvre une friteuse française                        | 13 mars 2013                                                |
| Les Décaféinés | 95                                                          | Pas de tournage : Adam et Ève au chômage                              | 15 septembre 2012                                           |
| Artus | 95                                                          | Un dimanche dans un magasin de bricolage                              | 14 novembre 2012                                            |
| Vérino | 95                                                          | SOS Hommes battus                                                     | 7 décembre 2012                                             |
| Jean-Marie Bigard (participation de Catherine Barma)                                                                                            | 95                                                          | Comment rendre drôle quelqu'un qui ne l'est pas ?                     | 11 mars 2013                                                |
| Jean-Marie Bigard | 95                                                          | Astrologie : science ou croyance                                      | 28 mars 2013                                                |
| Ahmed Sylla | 95                                                          | Danseur à domicile                                                    | 24 mai 2013                                                 |
| Ben | 95                                                          | Le rasage, moment important du matin                                  | 23 avril 2013                                               |
| Steeven & Christopher | 94                                                          | La fête de la bière à Munich                                          | 5 octobre 2012                                              |
| Zidani | 94                                                          | Un maire qui ne veut pas marier des gays                              | 17 octobre 2012                                             |
| Artus | 94                                                          | La tradition de la galette des rois                                   | 16 janvier 2013                                             |
| Les Décaféinés (participation de Paco) | 94                                                          | Je dois passer mon code de la route                                   | 6 février 2013                                              |
| Sacha Judaszko (participation d'Ahmed Sylla, Olivier Siroux, Anaïs Tihay, Karim Amrouni et Romain Cheylan)                                      | 94                                                          | Le retour du Bachelor                                                 | 14 février 2013                                             |
| Arnaud Tsamere (participation d'Ahmed Sylla) | 94                                                          | Qui va penser à éteindre le bureau avant de partir ?                  | 5 mars 2013                                                 |
| Les Lascars gays | 94                                                          | DJ dans une discothèque                                               | 27 mars 2013                                                |
| Les Décaféinés (participation de Paco, Frédéric Koster et Julie Villers)                                                                        | 94                                                          | Les « ciné-restau » bientôt en France                                 | 9 avril 2013                                                |
| Sacha Judaszko (participation d'Anthony Joubert, Garyas et Anaïs Tihay)                                                                         | 94                                                          | À la Foire du Trône                                                   | 17 avril 2013                                               |
| Steeven & Christopher | 94                                                          | Les Sujets que personne ne veut                                       | 22 avril 2013                                               |
| Arnaud Tsamere (participation d'Artus et Nicole Ferroni)                                                                                        | 94                                                          | Qu'écrire dans le Livre D'or ?                                        | 3 mai 2013                                                  |
| Ben et Arnaud Tsamere | 94                                                          | Vendre un tableau de peintre inconnu                                  | 13 juin 2013                                                |
| Donel Jack'sman | 94                                                          | Un passionné de statistiques                                          | 18 juin 2013                                                |
| Waly Dia | 93                                                          | Les cartables des élèves sont trop lourds                             | 11 octobre 2012                                             |
| Artus (participation des Décaféinés) | 93                                                          | Je cherche un prénom pour mon enfant dans l'officiel des prénoms 2013 | 26 octobre 2012                                             |
| Donel Jack'sman | 93                                                          | Je fouille la chambre de mon fils pour voir s'il fume                 | 5 novembre 2012                                             |
| Antonia | 93                                                          | Laurence Ferrari raconte Babar                                        | 3 décembre 2012                                             |
| Les Décaféinés | 93                                                          | Le bal des débutantes                                                 | 11 décembre 2012                                            |
| Artus (participation de Sacha Judaszko, Julie et Gaëtan)                                                                                        | 93                                                          | Même les hommes s'épilent                                             | 13 février 2013                                             |
| Ahmed Sylla (participation de Anthony Joubert et Julie)                                                                                         | 93                                                          | Passer du vouvoiement au tutoiement                                   | 26 février 2013                                             |
| Sacha Judaszko (participation d'Anthony Joubert et en voix-off Cyril Etesse)                                                                    | 93                                                          | Sur le tournage d'un film X                                           | 19 avril 2013                                               |
| Ahmed Sylla (participation de Sacha Judaszko)                                                                                                   | 93                                                          | Le clip d'Indochine commenté à la récré                               | 13 juin 2013                                                |
| Steeven & Christopher (participation de Sacha Judaszko, Paco et Donel Jack'sman)                                                                | 92                                                          | La guerre des Chico                                                   | 15 mars 2013                                                |
| Donel Jack'sman (participation de Cyril Étesse et Harmony)                                                                                      | 92                                                          | Dirty Dancing ressort au cinéma                                       | 3 octobre 2012                                              |
| Ahmed Sylla | 92                                                          | Passer le code de la route au lycée                                   | 16 novembre 2012                                            |
| Paco (participation de Ahmed Sylla et Rémi Deval des Décaféinés)                                                                                | 92                                                          | Les Français toujours aussi nuls en anglais                           | 22 novembre 2012                                            |
| Steeven & Christopher | 92                                                          | Deux comédiens s'engueulent à propos de Depardieu                     | 10 janvier 2013                                             |
| Artus | 92                                                          | Le pape a tweeté en latin                                             | 6 février 2013                                              |
| Cyril Etesse (participation de Jean-Claude Muaka)                                                                                               | 92                                                          | Hommage à Louis de Funès                                              | 26 février 2013                                             |
| Donel Jack'sman | 92                                                          | Boom des manuels de coaching sexuel                                   | 22 mai 2013                                                 |
| Garnier et Sentou (participation de Artus et Antonia)                                                                                           | 91                                                          | 25 ans à présenter le JT                                              | 12 mars 2013                                                |
| Les Décaféinés | 91                                                          | Les chanteurs qui vomissent sur scène                                 | 6 novembre 2012                                             |
| Donel Jack'sman | 91                                                          | A quand une femme au volant en F1                                     | 17 décembre 2012                                            |
| Zidani | 91                                                          | Pour ou contre l'euthanasie                                           | 14 janvier 2013                                             |
| Sacha Judaszko (participation d'Anthony Joubert et Paco)                                                                                        | 91                                                          | Regarder deux programmes différents sur la même TV                    | 30 janvier 2013                                             |
| Kevin Razy | 91                                                          | Faire un livre pour cracher dans la soupe                             | 23 mai 2013                                                 |
| Artus (participation d'Arnaud Cosson) | 91                                                          | On va cloner l'homme de Néandertal                                    | 28 février 2013                                             |
| Donel Jack'sman (participation d'Artus, Ahmed Sylla et Kevin Razy)                                                                              | 91                                                          | Des médicaments utilisés pour autre chose                             | 1er mars 2013                                               |
| Steeven & Christopher | 91                                                          | Les jumelles prostituées de 70 ans                                    | 29 mars 2013                                                |
| Steeven & Christopher (participation d'Paco) | 91                                                          | Carla Bruni en promo                                                  | 16 avril 2013                                               |
| Zidani | 91                                                          | Pour ou contre le préservatif dans les collèges                       | 22 avril 2013                                               |
| Zidani | 90                                                          | Hommage à Georgette Plana                                             | 20 mars 2013                                                |
| Donel Jack'sman | 90                                                          | Je suis réac' et je l'assume                                          | 27 septembre 2012                                           |
| Kevin Razy | 90                                                          | Ma devanture a été taguée pendant la nuit                             | 21 septembre 2012                                           |
| Artus (participation de Marc Hellard, son metteur en scène)                                                                                     | 90                                                          | Un plan pour effaroucher les ours                                     | 28 septembre 2012                                           |
| Artus | 90                                                          | Un metteur en scène à la mode                                         | 17 octobre 2012                                             |
| Antonia | 90                                                          | Crèche clandestine à Marseille                                        | 26 octobre 2012                                             |
| Antonia | 90                                                          | J’achète mon sapin avant tout le monde                                | 14 novembre 2012                                            |
| Donel Jack'sman | 90                                                          | Se débrouiller dans le métro                                          | 15 avril 2013                                               |
| Les Décaféinés | 90                                                          | J'ai oublié mon soutien-gorge                                         | 18 avril 2013                                               |
| Les Décaféinés | 90                                                          | Où est passée ma deuxième chaussette ?                                | 6 mai 2013                                                  |
| Arnaud Tsamere (participation de Antonia et Ben)                                                                                                | 90                                                          | Panne dans un ascenseur                                               | 10 juin 2013                                                |
| Ben et Arnaud Tsamere | 90                                                          | C'est nous les Daft Punk                                              | 26 juin 2013                                                |

| Arnaud Tsamere        | 18 | Conseils pour éviter de tomber à la maison          | 24 septembre 2012 |
| Steeven & Christopher | 18 | Des footballeurs partent en cachette en discothèque | 30 octobre 2012   |
| Les Décaféinés        | 18 | Une jolie vitrine pour Noël                         | 20 novembre 2012  |

| Donel Jack'sman (participation de Artus, Nicole Ferroni, Majid Berhila, Christopher Demora et Sébastien Patoche)                                              | 189 | Touche pas à mon poste                   | 28 juin 2013 (Prime 6)   |
| Antonia (participation d'Artus, Sacha Judaszko, Donel Jack'sman et Florent Peyre)                                                                             | 186 | Mais qui est vraiment Frigide Barjot ?   | 23 avril 2013 (Prime 5)  |
| Ahmed Sylla (participation de Les Lascars gays et Sacha Judaszko)                                                                                             | 186 | Je bosse dans un fast-food               | 23 avril 2013 (Prime 5)  |
| Vérino (participation de Jeanne Chartier et d'André Bouchet)                                                                                                  | 185 | Le retour de Fort Boyard                 | 23 avril 2013 (Prime 5)  |
| Kevin Razy (participation de Antonia, Marion Seclin, Vladys Muller, Monsieur Poulpe, Arnaud Cosson, Arnaud Tsamere, Aymeric Lompret et Steeven & Christopher) | 183 | Exceptionnellement une page de publicité | 9 février 2013 (Prime 4) |
| Steeven & Christopher (participation d'Artus et Nicole Ferroni)                                                                                               | 183 | Pékin Express                            | 28 juin 2013 (Prime 6)   |
| Les Décaféinés (participation de danseuses de Sevy Villette et Stéphane Jarny)                                                                                | 181 | J'ai testé être en apesanteur            | 9 février 2013 (Prime 4) |